# Krzysztof Lenczowski
Krzysztof Lenczowski (ur. 4 lutego 1986, w Krakowie) – polski wiolonczelista, gitarzysta, kompozytor i aranżer. Współzałożyciel Atom String Quartet.

## Życiorys
Krzysztof Lenczowski urodził się w 1986 roku w Krakowie; jest absolwentem Uniwersytetu Muzycznego im. Fryderyka Chopina w Warszawie w klasie wiolonczeli prof. Tomasza Strahla i Rafała Kwiatkowskiego. Od kwietnia 2008 do listopada 2009 pracował w Polskiej Orkiestrze Sinfonia Iuventus, a od lutego 2009 do stycznia 2015 wchodził w skład Warszawskiej Grupy Wiolonczelowej Cellonet prowadzonej przez prof. Andrzeja Bauera. Gra także na gitarze – ukończył Policealne Studium Jazzu im. H. Majewskiego w Warszawie w klasie prof. Piotra Lemańskiego.
Lenczowski jako członek własnych zespołów, a także jako muzyk sesyjny  nagrał ponad 50 płyt, w tym autorski album „Internal Melody” – pierwszą polską płytę jazzową sygnowaną nazwiskiem wiolonczelisty, która w 2016 roku została nagrodzona Fryderykiem w kategorii „Jazzowy Fonograficzny Debiut Roku”. W latach 2014–2017 czterokrotnie zwyciężał w plebiscycie Jazz Top magazynu Jazz Forum w kategorii instrumenty różne. Od 2010 roku podstawowym polem artystycznej działalności artysty pozostaje Atom String Quartet – wiodący polski zespół jazzowy oraz jeden z najciekawszych kwartetów smyczkowych na świecie.
Od momentu zdobycia Grand Prix XIII Bielskiej Zadymki Jazzowej Tych czterech najsympatyczniejszych rzępajłów z siłą rażenia adekwatną do nazwy zespołu (jak określił członków zespołu Jan „Ptaszyn” Wróblewski) stale gości na największych europejskich festiwalach muzycznych, m.in.: Berliner Jazztage, JazzBaltica, Leipziger Jazztage, Festival Veranos de la Villa Madrid, Jazz Jamboree, Ethno Jazz Festival czy Solidarity of Arts. Zespół koncertował także między innymi w Filharmonii Berlińskiej (wspólnie z Leszkiem Możdżerem, Larsem Danielssonem, Zoharem Fresco), Filharmonii Narodowej w Warszawie, Filharmonii Szczecińskiej (jako artysta rezydent w sezonie 2017/2018), oraz wielokrotnie w Narodowym Forum Muzyki i siedzibie NOSPRu. W 2011 roku ukazała się płyta „Fade In”, która zdobyła nagrodę polskiego przemysłu fonograficznego Fryderyk w kategorii „Jazzowy Fonograficzny Debiut Roku”. Kolejny album – „Places” – wydany w 2012 roku nakładem wytwórni Kayax otrzymał Fryderyka w kategorii: „Album Roku – Muzyka Jazzowa”. Ponadto Atom String Quartet otrzymał Grand Prix Stowarzyszenia „Melomani” w kategorii Nowa Nadzieja, oraz Muzyk Roku, Złote Gęśle na XV Festiwalu Folkowym Polskiego Radia „Nowa Tradycja”, Grand Prix na XXII Międzynarodowym Konkursie Jazzowym EUROPAfest 2015 w Bukareszcie, oraz Mateusza 2015 – nagrodę Trzeciego Programu Polskiego Radia.
Lenczowski współpracował z takimi artystami jak: Branfort Marsalis, Bobby McFerrin, Jason Moran, Gil Goldstein, Paolo Fresu, Wolfgang Haffner, Christian von Kaphengst, Rupert Stamm, Mathias Haus, Vladislav `Adzik` Sendecki, Leszek Możdżer, Lars Danielsson, Zohar Fresco, Jerzy Maksymiuk, André Ochodlo, Urszula Dudziak, Anna Maria Jopek, Natalia Kukulska, Dorota Miśkiewicz, Marek Moś, Kayah, Małgorzata Hutek, Aga Zaryan, Janusz Olejniczak, Krzesimir Dębski, Stanisław Sojka, Adam Sztaba, Grzech Piotrowski, Cezariusz Gadzina, Rafał Grząka, Marek Bracha, Krzysztof Herdzin, Józef Skrzek, Andrzej Jagodziński, Dominik Wania, Marcin Wasilewski, Piotr Orzechowski, a także z zespołami: Lutosławski Piano Duo, AUKSO Orkiestra Kameralna Miasta Tychy, Sinfonia Varsovia, Orkiestra Kameralna Leopoldinum, Elbląska Orkiestra Kameralna, Sinfonietta Cracovia, Orkiestra Filharmonii Szczecińskiej, Orkiestra Filharmonii Gorzowskiej, World Orchestra Grzecha Piotrowskiego, Sinfonia Viva oraz Zakopower i Motion Trio.

## Dyskografia
- Krzysztof Lenczowski – Rzeczy osobiste
- Krzysztof Lenczowski – Internal Melody
- Atom String Quartet – Fade In
- Atom String Quartet – Places
- Atom String Quartet – ATOMsphere
- Atom String Quartet – Seifert
- Cezariusz Gadzina & Atom String Quartet – The Fifth Element
- Fusionator – Kung Fu
- Jazz Construction – Jazz Construction
- Atom String Quartet, Sinfonia Viva, Krzysztof Herdzin – String Big Band
- Fusion Generation Project – No Fusion
- Marcin Nowakowski – Shine
- Piotr Polk – Mój Film
- Pamiętniki Pani Hanki
- Agnieszka Hekiert – Stories
- Grzech Piotrowski – World Orchestra
- World Orchestra – Live in Gdańsk
- Pati Cze – Ego
- Wilson Square – Ghost Behind the Curtain
- Kerry Turner – Orchestral Music
- Aleksander Nowak – 3x4+8
- Janusz Olejniczak & Atom String Quartet – Live in Łódź Tribute to Komeda
- Octavia Orchestra – Nessun Dorma
- Bosco Band – Kolędy Płockie
- Nu Soul City – White Chocolate
- Dariusz Przybylski – Works for Orchestra
- Anna Hawkins – Journey On
- Kayah – Transoriental Orchestra
- Adam Krylik – Kto za mną stoi
- Cup of Time – Cup of Time plays Namysłowski
- Wawrzyniec Prasek – Sensual Moments
- Leszek Kułakowski – Looking Ahead
- Grażyna Auguścik Orchestar – Inspired by Lutosławski
- LemON – Scarlett
- Leszek Możdżer & Friends – Jazz at Berlin Philharmonic III
- Natalia Kukulska – Ósmy Plan

## Nagrody i wyróżnienia
| Rok  | Nagroda                                              | Szczegóły                                                                              |
| ---- | ---------------------------------------------------- | -------------------------------------------------------------------------------------- |
| 2011 | Stypendium Ministra Kultury i Dziedzictwa Narodowego | stypendium Młoda Polska (z Atom String Quartet)                                        |
|      | Bielska Zadymka Jazzowa                              | Grand Prix (z Atom String Quartet)                                                     |
|      | Grand Prix Jazz Melomani                             | Nadzieja Roku (z Atom String Quartet)                                                  |
| 2012 | Fryderyki                                            | Jazzowy Fonograficzny Debiut Roku za płytę „Fade In” (z Atom String Quartet)           |
|      | Nowa Tradycja – Festiwal Folkowy Polskiego Radia     | Złote Gęśle (z Atom String Quartet)                                                    |
| 2013 | Fryderyki                                            | Jazzowy Album Roku za płytę „Places” (z Atom String Quartet)                           |
|      | Grand Prix Jazz Melomani                             | nominacja w kategorii Artysta Roku (z Atom String Quartet)                             |
|      | Jazz Top                                             | Zespół Akustyczny Roku (z Atom String Quartet)                                         |
| 2014 | Jazz Top                                             | pierwsze miejsce w kategorii „Instrumenty Różne"                                       |
| 2015 | Jazz Top                                             | pierwsze miejsce w kategorii „Instrumenty Różne"                                       |
|      | Jazz Top                                             | Zespół Akustyczny Roku (z Atom String Quartet)                                         |
|      | Mateusze Trójki                                      | Muzyka Jazzowa – Wydarzenie (z Atom String Quartet)                                    |
| 2016 | Fryderyki                                            | Jazzowy Fonograficzny Debiut Roku za płytę „Internal Melody"                           |
|      | Fryderyki                                            | nominacja w kategorii Jazzowy Artysta Roku (z Atom String Quartet)                     |
|      | Fryderyki                                            | nominacja w kategorii Jazzowy Album Roku za płytę „ATOMsphere” (z Atom String Quartet) |